# Niedersohren
Niedersohren település Németországban, Rajna-vidék-Pfalz tartományban. Lakosainak száma 433 fő (2023. december 31.). Niedersohren Nieder Kostenz, Dillendorf és Dill községekkel határos.

## Népesség
A település népességének változása:
| Lakosok száma | 305  | 446  | 448  | 454  | 447  | 433  |
|               | 1975 | 2017 | 2019 | 2021 | 2022 | 2023 |